# Delftsche Studenten Aeroclub

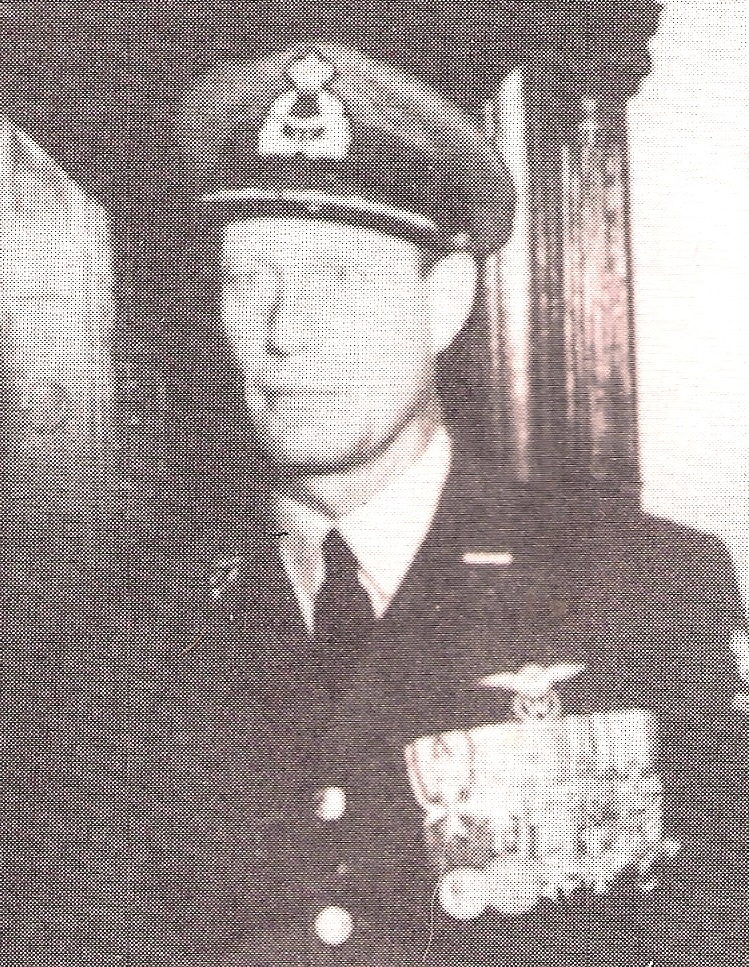
Dirk "Dick" Lucas Asjes, oprichter van de DSA

De Delftsche Studenten Aeroclub (DSA) is een aeroclub in de Nederlandse provincie Zuid-Holland. De club werd opgericht op 30 januari 1931 en is daarmee de oudste nog bestaande zweefvliegclub van Nederland. Het is een open ondervereniging van het Delftsch Studenten Corps, wat betekent dat alle studenten bij de DSA kunnen komen vliegen ongeacht het feit of zij lid zijn van het Delftsch Studenten Corps.

## Ontstaansgeschiedenis
In 1931 was er onder de Delftse studenten veel interesse voor de opkomende luchtvaart. Een aantal van hen richtte onder leiding van Dick Asjes de Delftsche Studenten Aeroclub op. Onder deze naam werden er lezingen georganiseerd en konden er, tegen een voordelig tarief, bij de Nederlandse Luchtvaart School vlieglessen gevolgd worden. Doordat er vanuit de DSA daarnaast zeer succesvolle lezingen waren, raakte de Technische Hogeschool van Delft (later TU Delft) ook in de ban van de luchtvaarttechniek. Op die manier is in overleg met de DSA de faculteit Vliegtuigbouw (later Luchtvaart- en Ruimtevaarttechniek) ontstaan.

## Activiteiten
De DSA begon niet als zweefvliegclub. Het eerste vliegtuig van de DSA was de Lambach HL.I, gebouwd door Jan Willem Hugo Lambach. Tijdens het eerste lustrum van de DSA werd dit vliegtuig voor het eerst gevlogen door Dick Asjes. Tijdens datzelfde lustrum kreeg het vliegtuig de naam Prinses Juliana en PH-DSA als registratie.
Tegenwoordig vliegt de DSA alleen nog maar met zweefvliegtuigen. Tot aan 1997 gebeurde dit op Vliegveld Ypenburg, net ten noorden van Delft. Daarna is er een aantal jaar op Vliegbasis Woensdrecht gevlogen, waarna men in 2000 op Terlet ging vliegen.

## Vloot
De DSA heeft een moderne vloot van 6 kunststof zweefvliegtuigen. Hiervan zijn 3 vliegtuigen eenzitters (LS-6, Discus CS en Discus B) en 3 vliegtuigen tweezitters (DG-500, DG-505 en een Janus C).
Daarnaast beschikt de DSA over een 6-trommel Munster Van Gelder lier.  

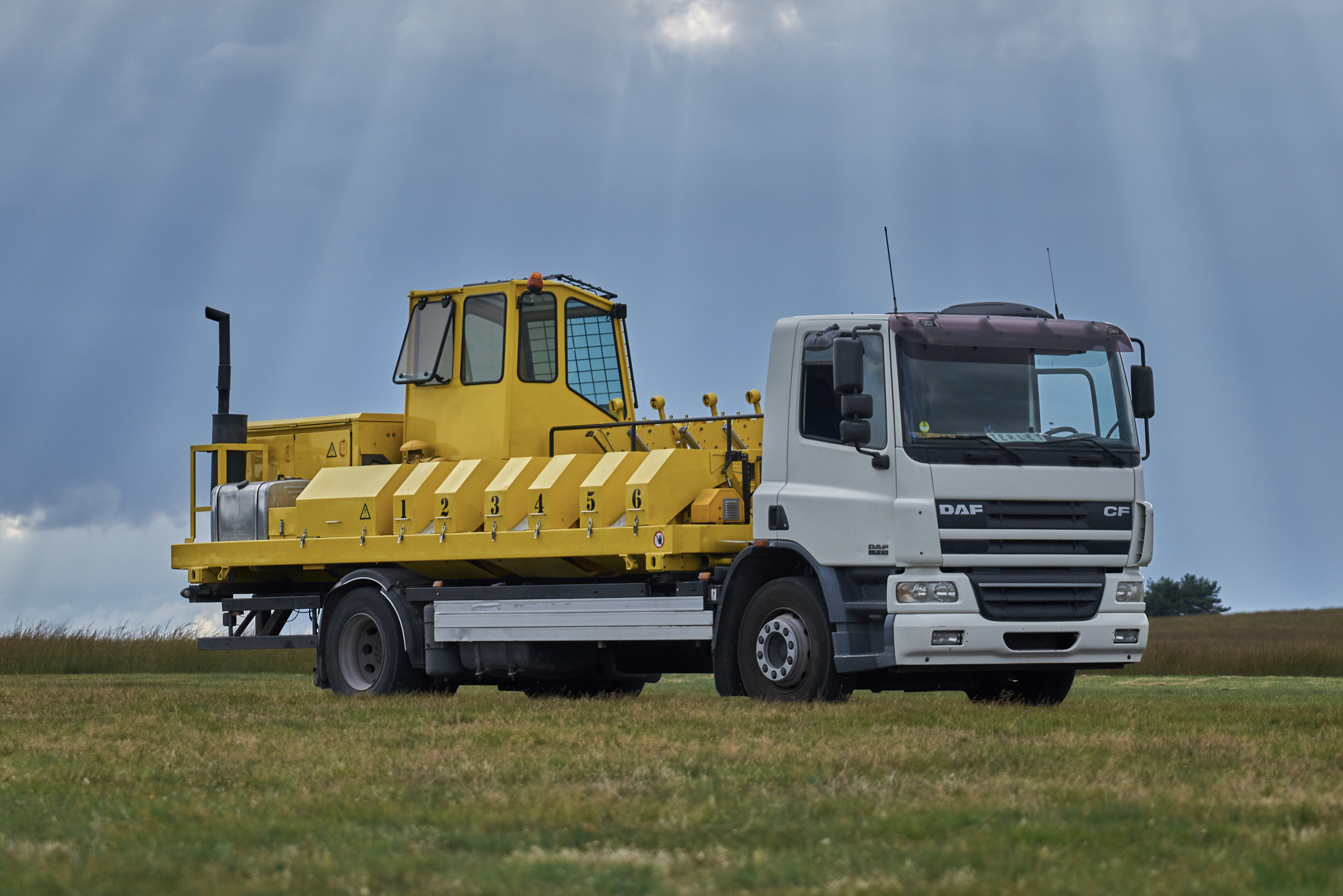
De 6-trommel Munster Van Gelder lier.